# Ladon

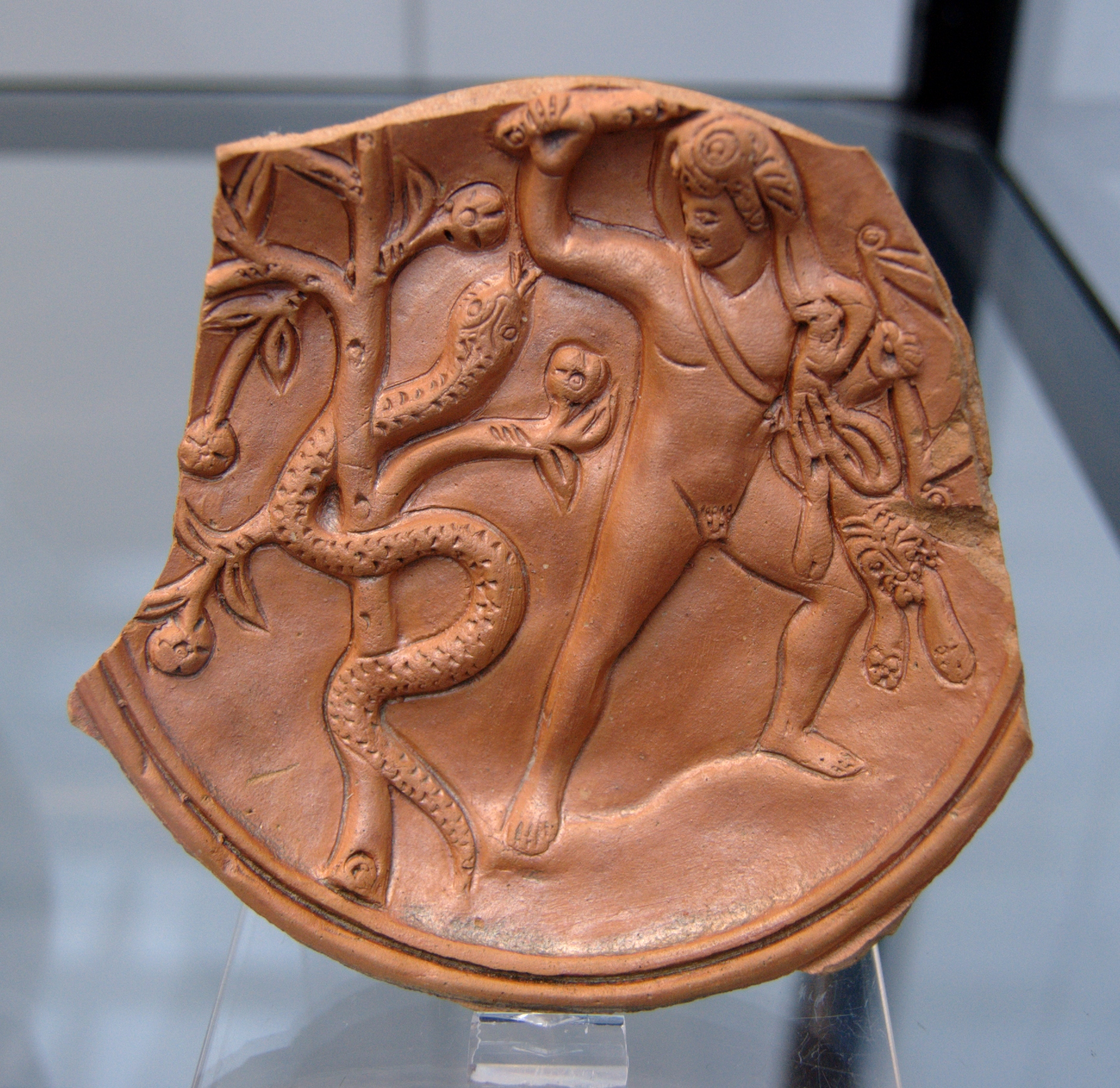
Herakles kämpar mot Ladon. Senromersk relief.

Ladon var en drake i den grekiska mytologin som hade hundra huvuden och som aldrig sov. Den vaktade hesperidernas gyllene äpplen. Han var avkomma till antingen Tyfon och Echidna, eller Keto och Phorkys.
Under ett av sina stordåd träffade Herakles denna drake, då hjälten hade fått i uppdrag att hämta äpplen från trädgården till Eurystheus. Det finns olika versioner som berättar hur Herakles fick sina äpplen. En version berättar att Herakles lurade titanen Atlas att hämta äpplena i utbyte emot att hjälten skulle bära himlen på sina axlar. En annan version säger att Herakles dödade Ladon och tog äpplena själv. En tredje version berättar att hesperiderna sövde Ladon för att sedan själva plocka de gyllene äpplena till Herakles som sorglöst satt i trädgården i väntan på deras gåva.